# 栃木県道・群馬県道5号足利太田線

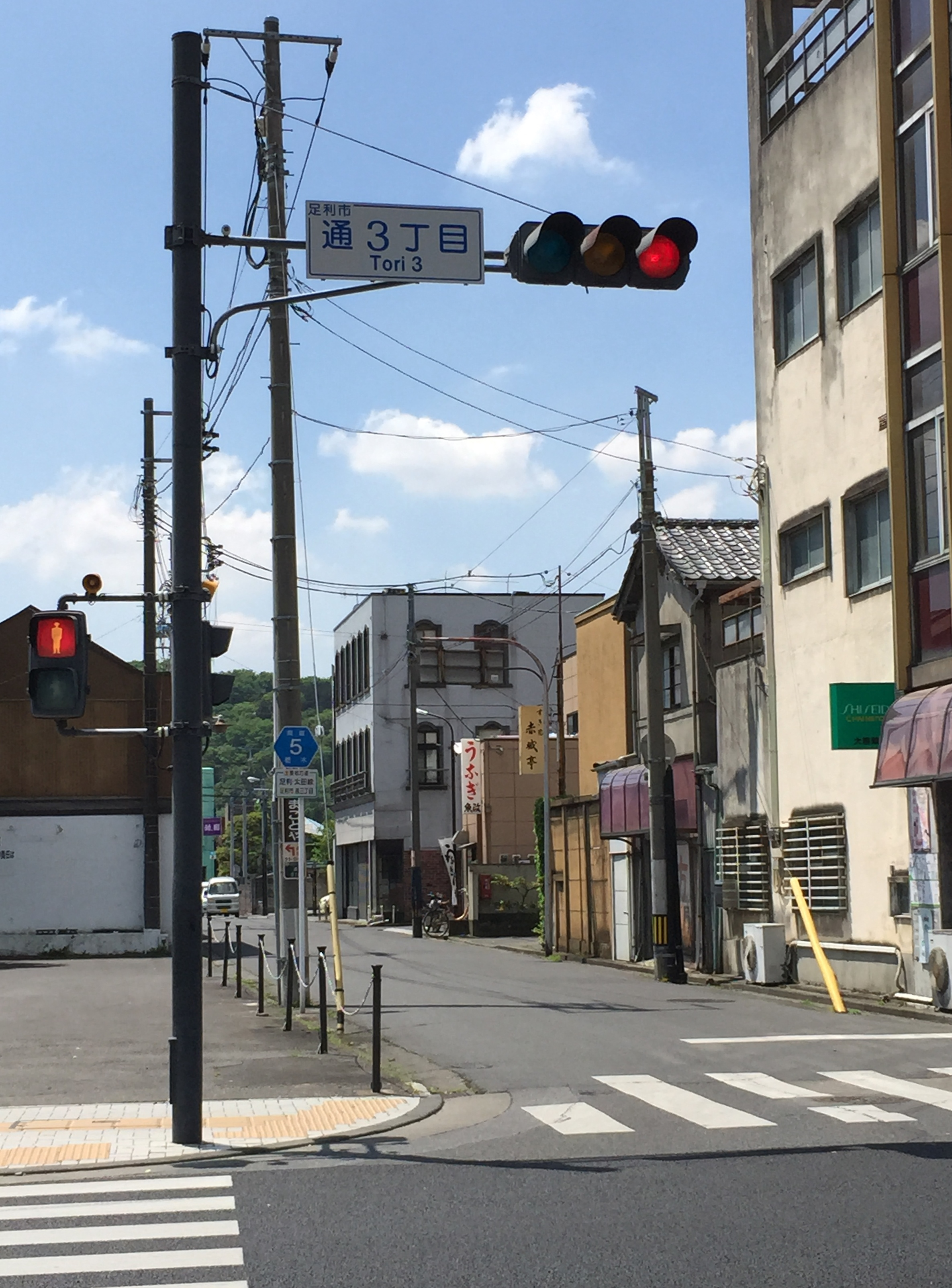
足利市・通3丁目交差点
（起点、2015年4月）
本県道は190m程先の突き当りを右折し、渡良瀬橋北交差点や渡良瀬橋へと至る。

栃木県道・群馬県道5号足利太田線（とちぎけんどう・ぐんまけんどう5ごう あしかがおおたせん）は、栃木県足利市から群馬県太田市に至る県道（主要地方道）である。

## 概要
本県道は、足利市の中心市街地にある旧国道50号（現在の栃木県道67号桐生岩舟線）交点から南西に向かい、太田市内の旧国道122号（現在の国道407号・群馬県道316号太田桐生線）交点までを結ぶ道路である。足利市の起点からの一部区間を除きほぼ全線に渡り道幅2車線が確保されている。
1982年（昭和57年）に太田市区間の大部分が国道407号に指定され同区間は国道との重複指定となったが、現在も隣接する足利市と太田市を最短距離で結ぶ幹線道路として機能している。

### 路線データ
- 総延長 : 6.7322 km（栃木県区間 : 3.175 km[1]、群馬県区間 : 3.5572 km[2]）
  - 実延長 : 3.4957 km（栃木県区間 : 2.987 km[1]、群馬県区間 : 0.5087 km[2]）
  - 重用延長 : 3.2365 km（栃木県区間 : 0.188 km[1]、群馬県区間 : 3.0485 km[2]）
- 起点 : 栃木県足利市通3丁目（通3丁目交差点＝栃木県道67号桐生岩舟線交点）
- 終点 : 群馬県太田市熊野町/東金井町（追分交差点＝国道407号・群馬県道316号太田桐生線交点）

## 歴史
- 1954年（昭和29年）8月10日 - 群馬県区間が認定される[2]。
- 1962年（昭和37年）8月10日 - 栃木県区間が認定される[1]。
- 1993年（平成5年）5月11日 - 建設省から、県道足利太田線が足利太田線として主要地方道に指定される[3]。

## 路線状況

### 通称
- 足利太田街道

### 重複区間
- 栃木県道260号緑町山辺停車場線（足利市借宿町/借宿町1丁目・野州山辺駅入口交差点 - 借宿町北公園交差点）
- 栃木県道40号足利環状線（足利市借宿町/借宿町1丁目・借宿町北公園交差点 - 借宿町/借宿町1丁目/中川町・借宿町1丁目交差点）
- 国道407号（足利市南大町・南大町交差点 - 終点）
- 群馬県道・栃木県道256号竜舞足利線（足利市南大町・南大町交差点 - 太田市植木野町・矢場団地入口交差点）

### 県境
本路線は、栃木県足利市と群馬県太田市との県境を5回またぐ。またぐ区間は以下のとおりである。
 (1) 足利市借宿町/中川町 - 太田市高瀬町
 (2) 太田市高瀬町 - 足利市南大町
 (3) 足利市南大町 - 太田市高瀬町
 (4) 太田市高瀬町 - 足利市南大町
 (5) 足利市南大町 - 太田市植木野町
- (1)- (2) の区間（太田市高瀬町）には「矢場川橋」があり、矢場川と交差する。
- (4)- (5) の区間（足利市南大町）には「南大町交差点」があり、国道50号と交差する。またこの交差点は国道407号の起点でもある。

本路線は、まず足利市・通3丁目交差点から始まり、渡良瀬橋を通過、さらに4ヶ所の県境（ (1)〜 (4)）をまたぎ、南大町交差点へと至る。次にここからは国道407号と重複しながら⑤の県境をまたぎ、太田市・追分交差点へと至る。なお南大町交差点から (5) の県境までは距離が150m程度であるため、国道407号が栃木県内を通過する距離はごくわずかである。

### 交差する河川
- 渡良瀬川（渡良瀬橋[4]、足利市通3,4丁目・渡良瀬橋北交差点 - 田中町・渡良瀬橋交差点）
- 矢場川（矢場川橋[5]、太田市高瀬町）

## 地理

### 通過する自治体
- 栃木県
  - 足利市
- 群馬県
  - 太田市

### 交差する道路
| 交差する道路                      | 交差する道路                                         | 交差点名       | 所在地 |
| --------------------------------- | ---------------------------------------------------- | -------------- | ------ |
| 栃木県道67号桐生岩舟線            | 栃木県道67号桐生岩舟線                               | 通3丁目        | 足利市 |
| 栃木県道253号借宿八幡線           |                                                      | 借宿町         | 足利市 |
| 栃木県道260号緑町山辺停車場線     | -                                                    | 野州山辺駅入口 | 足利市 |
| -                                 | 栃木県道40号足利環状線 栃木県道260号緑町山辺停車場線 | 借宿町北公園   | 足利市 |
| 栃木県道40号足利環状線            | 栃木県道39号足利伊勢崎線                             | 借宿町1丁目    | 足利市 |
| 国道50号                          | 国道50号 群馬県道・栃木県道256号竜舞足利線           | 南大町         | 足利市 |
| 群馬県道・栃木県道256号竜舞足利線 |                                                      | 矢場団地入口   | 太田市 |
| 国道122号                         | 国道122号                                            | 安良岡北       | 太田市 |
| -                                 | 群馬県道316号太田桐生線                              | 追分           | 太田市 |
| 国道407号 熊谷・太田市街方面      |                                                      |                |        |

### 沿線にある施設など
- 女浅間神社（足利富士浅間神社）（足利市田中町）
- 矢場川工業団地（太田市植木野町）
- 太田市立城東中学校（太田市韮川町）
- 韮川第二団地（太田市台之郷町）
- 市営高原住宅団地（太田市台之郷町）
- いずみニュータウン（太田市東長岡町）

## ギャラリー

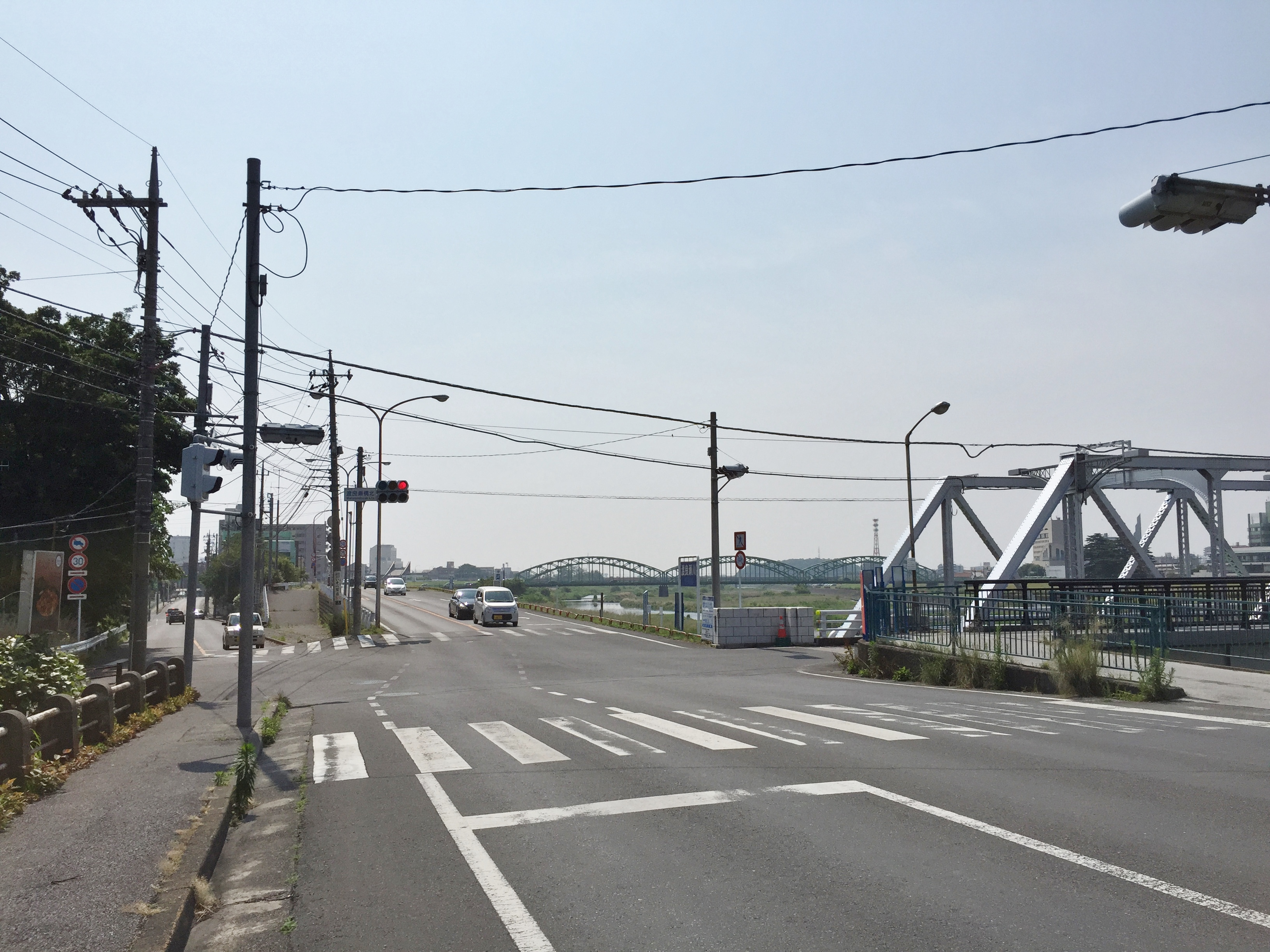
足利市・渡良瀬橋北交差点 （通4丁目付近、2015年6月） 五差路の交差点であり、↖（北東）方向が県道5号（至足利市街）、→（南・渡良瀬橋）方向が県道5号（至太田）、←↑↓方向が市道である。
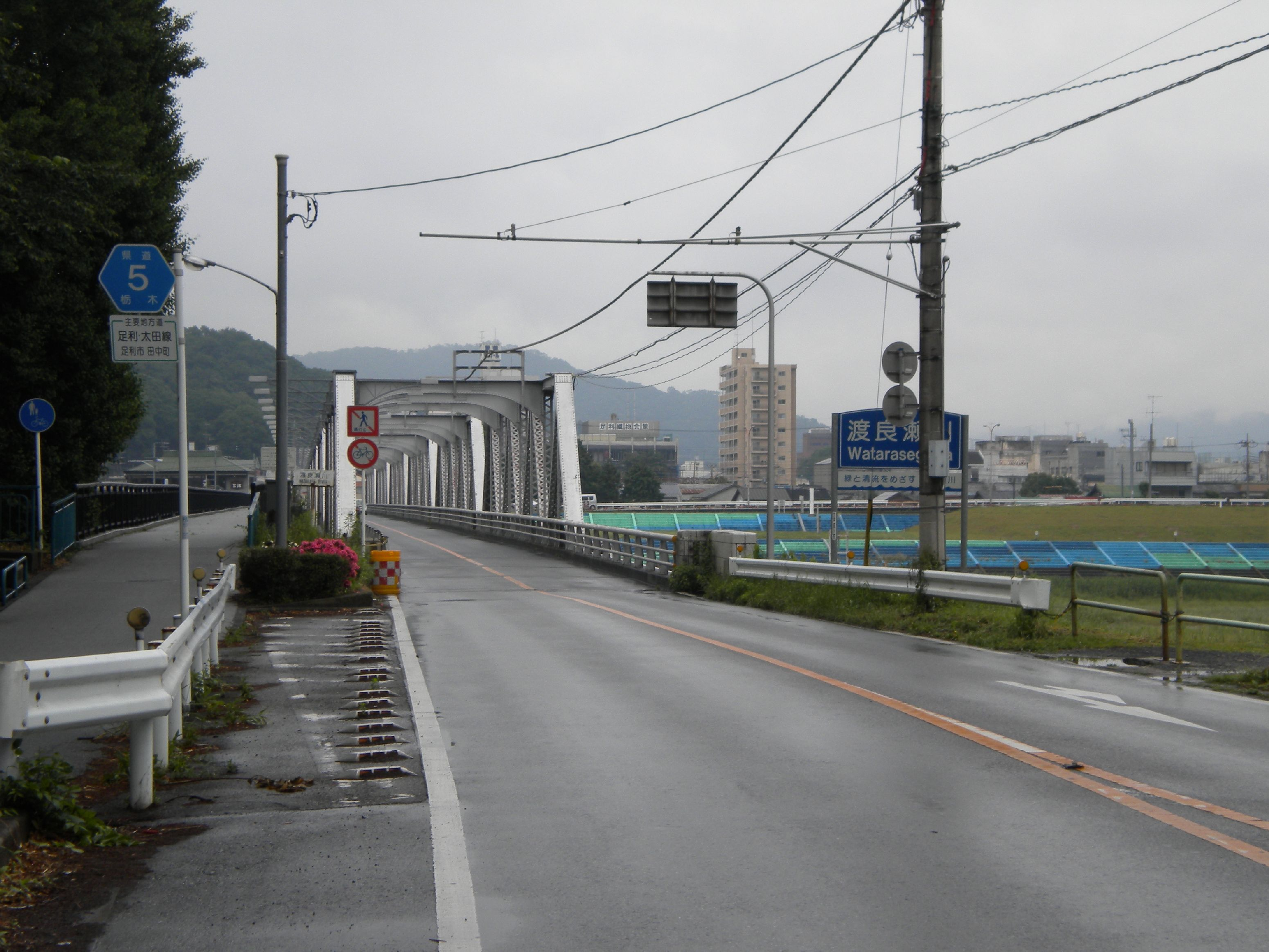
足利市田中町付近 （渡良瀬橋南側）
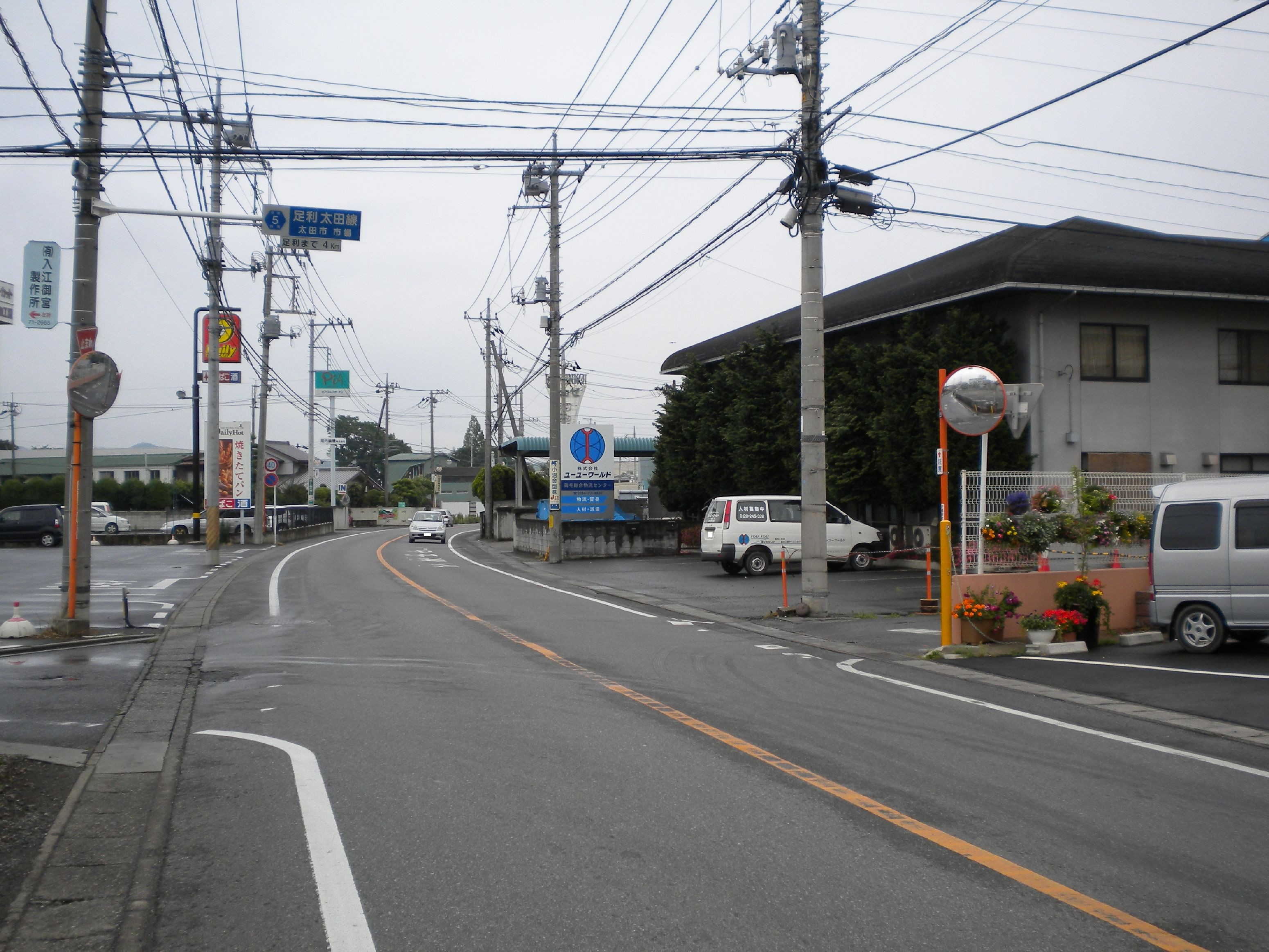
太田市高瀬町付近
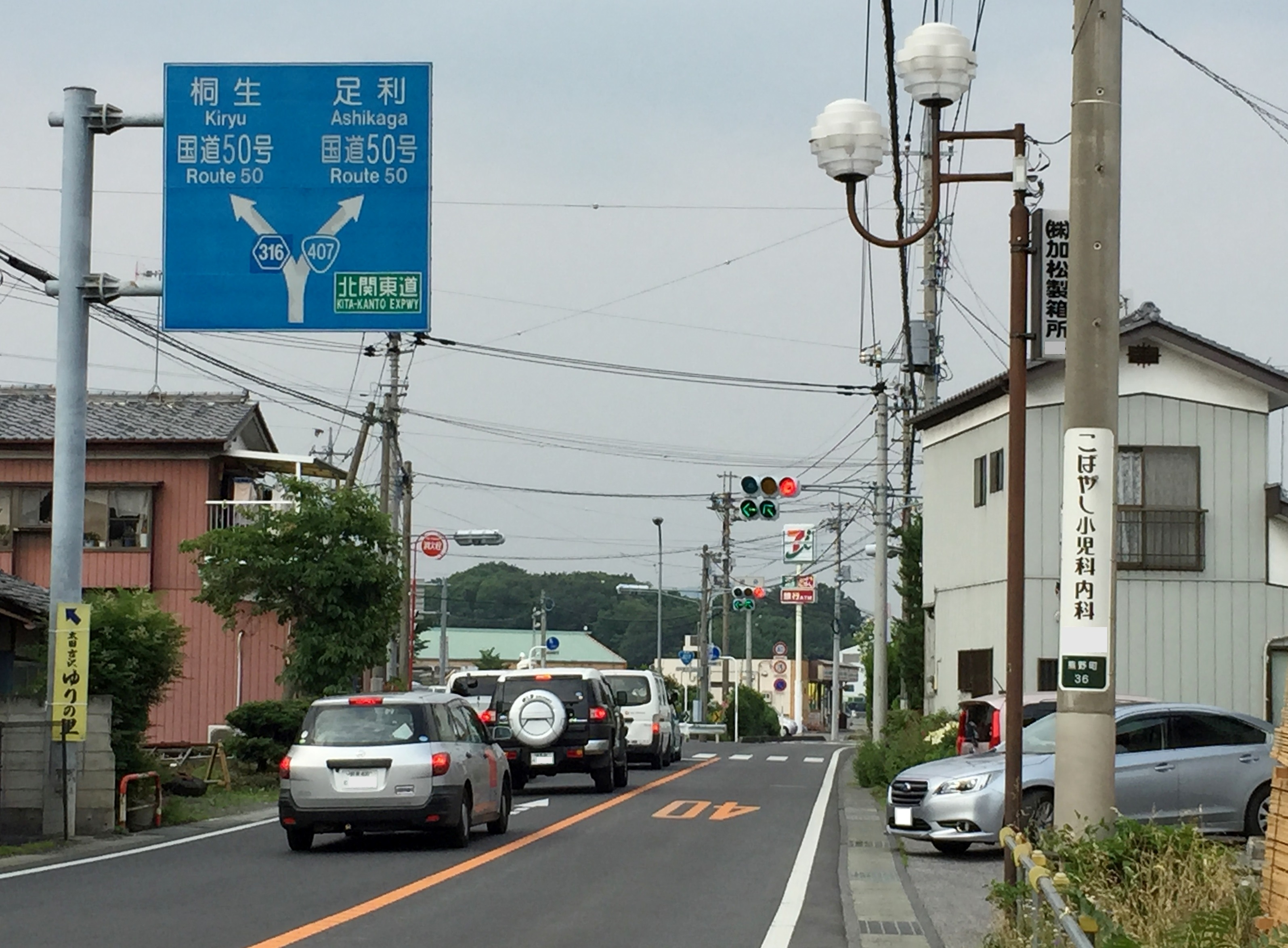
太田市・追分交差点 （終点、2015年6月） 県道316号の起点でもある。また四差路の交差点であり、↗方向が県道5号・国道407号、↓方向が国道407号、←方向が市道、↖方向が県道316号である。